# Asparagus baumii
Asparagus baumii — вид рослин із родини холодкових (Asparagaceae).

## Біоморфологічна характеристика
Це колючий кущ до 150 см завдовжки; гілки завдовжки 40–50 см.

## Середовище проживання
Ареал: Ангола.
Населяє береги потоків, піщаний ґрунт, на висоті 1150 метрів.